# Rachel Perkins
Rachel Perkins (Canberra, 1970) è una regista, sceneggiatrice, produttrice cinematografica e produttrice televisiva australiana.
È nota per aver diretto i film Radiance, One Night the Moon, Bran Nue Dae e Jasper Jones.

## Biografia
Perkins è nata a Canberra, nel Territorio della Capitale Australiana nel 1970. È figlia di Eileen e Charlie Perkin,  nipote di Hetty Perkins, e ha discendenza Arrernte, Kalkadoon, irlandese e tedesca.  I suoi fratelli sono Adam e Hetti Perkins, un curatore d'arte, e sua nipote è l'attrice Madeleine Madden.  Per l'istruzione lei e la sorella hanno frequentato la Melrose High School.
All'età di 18 anni, Perkins si trasferì ad Alice Springs e iniziò un tirocinio presso la Central Australian Aboriginal Media Association.
Nel 1992 Perkins ha fondato Blackfella Films, una società di produzione di documentari e narrativa che crea contenuti distintivi australiani per la televisione, il teatro dal vivo e le piattaforme online, con particolare attenzione alle storie australiane indigene. Le sue produzioni hanno incluso la pluripremiata serie di documentari in sette parti First Australians, il film per la televisione Mabo e la serie TV Redfern Now.
È stata anche Commissario della Film Commission australiana (2004-2008), e dal 2009 è stato membro del consiglio di Screen Australia.

## Filmografia

### Regista
- Radiance (1998)
- One Night the Moon (2001)
- First Australians - miniserie TV (2008)
- Bran Nue Dae (2009)
- Mabo - film TV (2012)
- Redfern Now - serie TV (2012-2013)
- Black Panther Woman (2014)
- Redfern Now: Promise Me - film TV (2015)
- Archipels - serie TV (2016)
- Jasper Jones (2017)
- Mystery Road - miniserie TV (2018)
- Total Control - serie TV (2019)

### Sceneggiatrice
- Blood Brothers - miniserie TV (1993)
- One Night the Moon (2001)
- First Australians - miniserie TV (2008)
- Bran Nue Dae (2009)
- Total Control - serie TV (2019)

### Produttrice
- Blood Brothers - miniserie TV (1993)
- Message Stick - serie TV (1997-1998)
- First Australians - miniserie TV (2008)
- The Tall Man (2011)
- Black Panther Woman (2014)
- First Contact - serie TV (2016)